# Sameref (Priestertitel)
Sameref (auch Sa-meref) war die altägyptische Bezeichnung für den „Hohepriester des Sa-meref“. Gleichzeitig ist Sa-meref ein Epitheton für Horus, das ähnlich wie Iunmutef als eigenständiger Name und Titel verwendet wurde.
Die Rolle des Sa-meref symbolisiert die Fürsorge des Sohnes und bringt damit die Verbindung von Horus zu Osiris zum Ausdruck.

## Hintergrund

### Entstehung des Priesteramtes
Das Amt „Hohepriester des Sa-meref“ wurde eigens für den Kult des Osiris-Chontamenti in Abydos geschaffen. Von diesem Osiris-Tempelbezirk, der im Norden von Abydos lag, sind heute nur noch geringe Überreste vorhanden. Aus den Inschriften abydenischer Denkmäler im Mittleren Reich geht hervor, dass sich die in Abydos tätigen Priester und Beamten zugleich als „Sa-meref“ und „Sem“ verstanden. In den Sohnsprüchen der Pyramidentexte ist das Epitheton für Horus beschrieben:

„Ich bin dein Sohn, ich bin Horus. Ich bin der Sohn, der seinen Vater liebt in diesem, meinem Namen als Sa-meref.“

### Tätigkeiten des Sa-meref
Der Priestertitel Sa-meref beinhaltete unter anderem Tätigkeiten im Totenkult für den verstorbenen Vater, der zumeist vorher das Vorgängeramt bekleidete. Die Tradition des Sa-meref-Priesteramtes reicht wahrscheinlich in die frühdynastische Periode zurück. Die alte Kultpraxis wird in den Pyramidentexten beschrieben, in denen der Sohn in seiner Tätigkeit am Grab des Vaters Speiseopfer niederlegt: 

„Oh mein Vater, erhebe dich von deiner linken Seite, leg dich auf deine rechte Seite. Nimm dir dieses Brot, das ich dir gegeben habe. Ich bin dein Sohn, dein Erbe“

Die Funktionen und Aufgaben, die mit dem Amt des Sa-meref verbunden waren, bezogen sich unter anderem auch auf die Übernahme des väterlichen Priesteramtes, das der Sohn zuvor schon mit den Tätigkeiten als Medu-jau ausübte. Mit dem Antritt des Erbes und den Tätigkeiten hinsichtlich des Totenkultes verhalf der Sa-meref rituell als Öffner des Weges auch seinem Vater zur weiteren Existenz in der Duat.